# John Van Eyssen
John Van Eyssen, nato Matthew John Du Troit Van Eyssen (Fauresmith, 19 marzo 1922 – Londra, 13 novembre 1995), è stato un attore britannico.

## Biografia
Nato nel 1922 a Fauresmith, nei pressi di Bloemfontein, in Sudafrica, si trasferì in Gran Bretagna durante la Seconda guerra mondiale.
Iniziò a lavorare come attore nel 1950, ma il suo ruolo più importante lo ricoprì nel 1958 nel film Dracula il vampiro, dove interpretò Jonathan Harker. 
Abbandonò le scene nel 1961 per trasferirsi nel 1970 a New York. Nel 1991 fece ritorno nel Regno Unito dove rimase fino alla morte nel 1995, all’età di 73 anni.

## Vita privata
Si sposò con Shirley Goulden, da cui divorziò nel 1977. Fu successivamente compagno della celebre attrice Ingrid Bergman, con cui rimase fino alla morte di lei nel 1982.
Ebbe un figlio, David Van Eyssen, regista e produttore cinematografico.

## Filmografia parziale

### Cinema
- The Angel with the Trumpet, regia di Anthony Bushell (1950)
- Four Sided Triangle, regia di Terence Fisher (1953)
- Three Steps in The Dark, regia di Daniel Birt (1953)
- La spada di Robin Hood (The Men of Sherwood Forest), regia di Val Guest (1954)
- Sopravvissuti: 2 (The Cockleshell Heroes), regia di José Ferrer (1955)
- L'assassino colpisce a tradimento (The Traitor), regia di Michael McCarthy (1957)
- I vampiri dello spazio (Quatermass 2), regia di Val Guest (1957)
- Account Rendered, regia di Peter Graham Scott (1957)
- Sfida agli inglesi (The One That Got Away), regia di Roy Ward Baker (1957)
- Dracula il vampiro (Dracula), regia di Terence Fisher (1958)
- Tutta la verità (The Whole Truth), regia di John Guillermin (1958)
- Moment of Indiscretion, regia di Max Varnel (1958)
- Mister Browne  contro l'Inghilterra (Carlton-Browne of the FO), regia di Roy Boulting e Jeffrey Dell (1959)
- Carry On Nurse, regia di Gerald Thomas (1959)
- Nudi alla meta (I'm All Right Jack), regia di John Boulting (1959)
- L'inchiesta dell'ispettore Morgan (Blind Date), regia di Joseph Losey (1959)
- Giungla di cemento (The Criminal), regia di Joseph Losey (1960)
- La storia di David (A Story of David), regia di Bob McNaught (1960)

### Televisione
- The Errol Flynn Theatre – serie TV, episodio 1x16 (1957)
- I gialli di Edgar Wallace (The Edgar Wallace Mystery Theatre) – serie TV, episodi 1x03-1x06 (1960-1961)

## Doppiatori italiani
- Nando Gazzolo in I vampiri dello spazio
- Giuseppe Rinaldi in Dracula il vampiro
- Augusto Marcacci in L'inchiesta dell'ispettore Morgan
- Mario Pisu in La spada di Robin Hood